# Sønderborg
A Comuna de Sønderborg (em dinamarquês: Sønderborg Kommune;  PRONÚNCIA) é um município da Dinamarca, situado no sudeste da península da Jutlândia.

O município tem uma área de 496,5 km² e uma  população de 74 220 habitantes, segundo o censo de 2020. Abrange uma parcela da terra firme da península da Jutlândia e a ilha de Als.
O seu centro administrativo é a cidade de Sønderborg.

Pertence à Região da Dinamarca do Sul (Syddanmark).

Sønderborg é uma cidade do litoral sudeste da  península da Jutlândia.

Está localizada na sua maior parte na ilha de Als e em menor parte na terra firme da península da Jutlândia, no sudeste da península da Jutlândia.
Tem uma população de cerca de 27 841 habitantes (2020).